# Sebastián Rincón
Sebastián Rincón Lucumí (Cali, 14 gennaio 1994) è un calciatore colombiano, attaccante del Naft Al-Wasat.

## Biografia
È figlio dell'ex giocatore di Napoli e Real Madrid, Freddy Rincón.

## Caratteristiche tecniche
È una punta centrale.

## Carriera
Ha giocato nella prima divisione colombiana, in quella argentina ed in quella portoghese.